# Louville (Mondkrater)
Louville ist ein Einschlagkrater im Nordwesten der Mondvorderseite, am Ostrand des Oceanus Procellarum. Der Krater ist sehr stark erodiert und der Kraterwall fast vollständig eingeebnet und überlagert von kleineren Kratern, so dass er in dem umgebenden unebenen Terrain nur sehr schwer auszumachen ist.
| Buchstabe | Position           | Durchmesser | Link |
| --------- | ------------------ | ----------- | ---- |
| A         | 43,26° N, 45,32° W | 8 km        |      |
| B         | 44,04° N, 46,52° W | 8 km        |      |
| D         | 46,85° N, 52,13° W | 7 km        |      |
| DA        | 46,57° N, 51,71° W | 11 km       |      |
| E         | 43,17° N, 45,94° W | 6 km        |      |
| K         | 46,78° N, 55,21° W | 5 km        |      |
| P         | 45,59° N, 52,2° W  | 7 km        |      |

Der Krater wurde 1935 von der IAU nach dem französischen Astronomen und Mathematiker Jacques d’Allonville, Chevalier de Louville offiziell benannt.